# Croton hadrianii
Espèce
Croton hadrianii est une espèce de plantes à fleurs du genre Croton et de la famille des Euphorbiaceae, peut-être présente au Brésil.
Il a pour synonyme :
- Oxydectes hadrianii, (Baill.) Kuntze